# Iuhina d'Indoxina
La iuhina d'Indoxina (Staphida torqueola) és un ocell de la família dels zosteròpids (Zosteropidae).

## Hàbitat i distribució
Habita el sotabosc dels boscos oberts i clars del sud de la Xina a l'oest de Yunnan, Myanmar i nord i centre del Vietnam.

## Taxonomia
Ha estat considerada una subespècie de la iuhina galtabruna (Staphida castaniceps). Aviu són considerades espècies diferents.